# Jaraslawa Paulowitsch
Jaraslawa Anatoleuna Paulowitsch (belarussisch Яраслава Анатолеўна Паўловіч, * 2. November 1969 in Pinsk) ist eine ehemalige belarussische Steuerfrau im Rudern.

## Biografie
Jaraslawa Paulowitsch war Teil der belarussischen Crew, die bei den Olympischen Sommerspielen 1996 in Atlanta Bronze in der Regatta mit dem Achter gewann. Zur Besatzung gehörten neben Paulowitsch auch: Aljaksandra Pankina, Natallja Laurynenka, Natallja Woltschak, Tamara Dawydsenka, Waljanzina Skrabatun, Natallja Stassjuk, Marina Snak und Alena Mikulitsch.
Darüber hinaus konnte Paulowitsch mit dem belarussischen Achter bei den Europameisterschaften 2009 sowie 2011 jeweils die Silbermedaille gewinnen.